# Emily Lloyd
Emily Alice Lloyd-Pack (Londres, 29 de septiembre de 1970), más conocida como Emily Lloyd, es una actriz británica.

## Biografía
A los 16 años debutó en el filme Wish You Were Here (1987), lo que le valió premios a la mejor actriz de la National Society of Film Critics y de la Evening Standard British Film Awards. Un año después se radicó en los Estados Unidos y protagonizó las películas In Country y Cookie en 1989.
Su salud mental empezó a deteriorarse por esa época, lo que la llevó a perder papeles importantes en grandes producciones. Aunque continuó actuando, fue relegada principalmente a papeles secundarios. En 2013 publicó su autobiografía Wish I Was There, en la que detalla su lucha contra su condición mental.

## Filmografía

### Cine
| Año  | Título                       | Papel            |
| ---- | ---------------------------- | ---------------- |
| 1987 | Wish You Were Here           | Lynda Mansell    |
| 1989 | Cookie                       | Carmela Voltecki |
| 1989 | In Country                   | Samantha Hughes  |
| 1990 | Chicago Joe and the Showgirl | Betty Jones      |
| 1991 | Scorchers                    | Splendid         |
| 1992 | A River Runs Through It      | Jessie Burns     |
| 1995 | Under the Hula Moon          | Betty Wall       |
| 1996 | Livers Ain't Cheap           | Lisa Tuttle      |
| 1996 | When Saturday Comes          | Annie Doherty    |
| 1996 | Dead Girl                    | Mother           |
| 1997 | Bienvenidos a Sarajevo       | Annie McGee      |
| 1998 | Boogie Boy                   | Hester           |
| 1998 | Brand New World              | Kim Patterson    |
| 2002 | The Honeytrap                | Catherine        |
| 2003 | Hey Mr DJ                    | Angela           |

### Televisión
| Año  | Título                  | Papel                   | Notas                 |
| ---- | ----------------------- | ----------------------- | --------------------- |
| 1988 | Tickets for the Titanic | Polly                   | 1 episodio            |
| 1994 | Override                | Avis                    | Corto para televisión |
| 1996 | Strangers               | Jennie                  | 1 episodio            |
| 2001 | Dark Realm              | Emma                    | 1 episodio            |
| 2003 | Riverworld              | Alice Lidell Hargreaves | Telefilme             |